# لقلقي سيداوي
اللَّقلقيّ السِّيداويّ (الاسم العلمي: Pelargonium sidoides) هو نبات طبّي موطِنُه الأصليّ جنوب أفريقيا. من أسماءه الشَّائعة: الغُرْنُوقِيّ الأَفْريقِيّ (بالإنجليزية: African geranium)‏ والغُرْنُوقِيّ الجَنُوبَ-أفْريقِيَّ (بالإنجليزية: South African geranium)‏. تُستَخدَم خُلاَصَة جَذره كدواء للزُّكام والنَّزْلَة الوافِدَة بأسماء تجاريّة مُختلفة مثل: يِومكالُوبو (Umckaloabo)، كالوبا (Kaloba)، يِومكا (Umcka)، زوكول (Zucol)؛ لكن تبقى الأدِلَّة الَّتي تدعم استخدامه قليلة إلى قليلة للغاية.

## الوصف
تُشَكِّل زُهَيْرَة أَساسِيّة (بسيطة نوعًا ما) من أوراق قَلْبِيَّة الشَّكْل مع تركيب (بِنْيَة) مُخْمَلِيّ وقليل من الشَّعْرِيَّات القصيرة على السُّوَيقات الطَّويلة. تحتوي أزْهارُها خَمسة بَتَلات (تُوَيْجيَّات)؛ عادةً ما تظهر اثنتان منها مُندَمِجَتان، وغالبًا ما يكون الأمر جليًّا في الأزهار غير الموسِميَّة (الَّتي دامَت طِوال السَّنة) تقريبًا.
تُفَضِّل النُّمو في الأرض العُشْبيَّة ذات التُّربة الصَّخْريَّة. من الصَّعب تمييزها عن اللَّقلقيّ الكُلْوِيّ (الاسم العلمي: Pelargonium reniforme) الَّذي ينمو في بيئة مُشابِهة؛ لكنّ لأوراقه شكل يشبه الكُلْيَة.

## الاستخدامات الطبية
وَجَدَت دراسة أُجريت عام 2003 في مدينة كوتشران (Cochrane) دليلًا بَدئيًّا (غير جازِمٍ) أنَّ لخُلاصَة جذر اللَّقلقيّ السِّيداويّ مَنافِع في تفريج (تقليل) أعراض الْتِهاب القَصَبات الحادّ والزُّكام والْتِهابُ الأَنْفِ والجُيوب الحادّ؛ لكن بقيت جَوْدَة هذه الأدلّة قليلة إلى قليلة للغاية.
في مُراجَعة لهذه الدِّراسة، وُجِدَ أنَّ كلّ الدِّراسات كانت «من قِبَل نفس المُحَقِّق (المُصَنِّع) وتَمَّت في نفس المَنطِقة (أوكرانيا وَروسيا)».

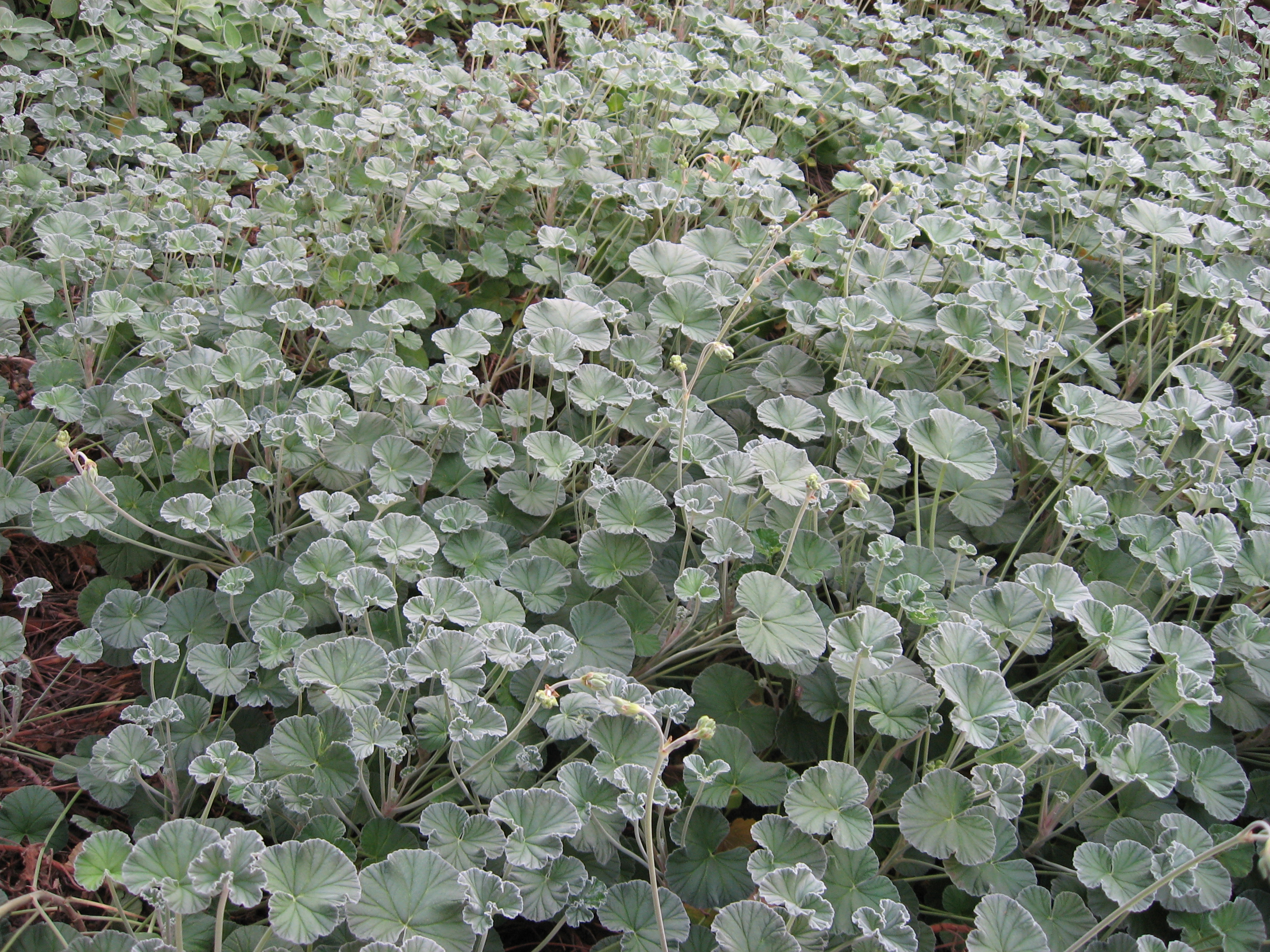

## قراءة موسَّعة
- Moyo، M؛ Van Staden، J (2014). "Medicinal properties and conservation of Pelargonium sidoides DC". J Ethnopharmacol. ج. 152 ع. 2: 243–255. DOI:10.1016/j.jep.2014.01.009. PMID:24463034.